# Harold Sigall
Harold Sigall (* 1943 in New York City) ist ein US-amerikanischer Sozialpsychologe und emeritierter  Professor der University of Maryland, College Park.

## Leben
Er absolvierte sein Grundstudium am City College of New York und promovierte 1968 in Psychologie an der University of Texas at Austin. Er lehrte an der University of Rochester und hatte ein Danforth-Stipendium im Black Studies Program der Yale University inne, bevor er 1972 seine jetzige Stelle an der University of Maryland antrat.

## Werk
Eine seiner frühen Arbeiten betraf die mit Edward E. Jones entwickelte Bogus-Pipeline-Technik als vorgetäuschter Zugang zum Erleben der Versuchspersonen bei sensitiven Frage.
Seine weiteren Forschungsschwerpunkte beziehen sich auf die Themen Selbstdarstellungen, physische Attraktivität, zwischenmenschliche Beziehungen und Wunschdenken, bei letzterem geht es darum, Wunschdenken von positiven Orientierungen wie dem realistischen Optimismus zu unterscheiden. Dabei untersucht er die wahrgenommene Moral der Selbstdarstellung, das Verständnis der Selbstdarstellungsziele von Personen mit geringer Selbstkontrolle, der Motivationen für und der Konsequenzen von Prahlerei und Bescheidenheit. Ein damit in Zusammenhang stehendes Interesse gilt der Beziehung zwischen der Art und Weise, wie Menschen ihr Selbst konstruieren. Ebenso untersuchte er Prozesse der Stereotypisierung, besonders positive Stereotypen.

## Publikationen (Auswahl)
Monografien
- Mit J. Herbert Hamsher: Psychology and Social Issues.  Macmillan Company, London 1973, ISBN 9780023498206.

Zeitschriftenartikel
- Mit Vernon M. Cope: Influences of winning or losing in competitive situations on level of aspiration. In: Psychonomic Science, 2013, 8 (2), S. 47–48.
- Mit Eric Siegel; David E. Huber: The IAT is sensitive to the perceived accuracy of newly learned associations. In: European Journal of Social Psychology, 2012, 42 (2).
- Ethical Considerations in Social Psychological Research: Is the Bogus Pipeline a Special Case? In: Journal of Applied Social Psychology 2006, 27 (7), S. 557–648.
- Mit Angelica Mucchi-Faina;  Cristina Mosso: Minority Influence is Facilitated When the Communication Employs Linguistic Abstractness. In: Group Processes & Intergroup Relations, 2006, 9 (3), S. 443–451.
- Mit Mark B. Johnson: The Relationship Between Political Preference and Judgments of President Clinton's Integrity Depends on Cognitive Complexity. In: Journal of Applied Social Psychology, 2006, 28 (16), S. 1465–1476.
- Mit Angelica Mucchi-Faina; Cristina Mosso:  Minority Influence is Facilitated When the Communication Employs Linguistic Abstractness. In: Group Processes & Intergroup Relations, 2006, 9 (3), S. 443–451.
- Mit John L. Michela: I'll Bet You Say That to All the Girls: Physical Attractiveness and Reactions to Praise. In: Journal of Personality 2006, 44 (4), S. 61–626.
- Mit Mark Johnson: The Relationship Between Facial Contact with a Pillow and Mood. In: Journal of Applied Social Psychology, 2006, 36 (2), S. 505–526.
- Mit Kimberly A. Daubman: Mit Gender Differences in Perceptions of How Others Are Affected by Self-Disclosure of Achievement. In: Sex roles, 1997, 37 (1-2), S. 73–89.
- Mit J. T. Storck: Effect of a Harm-doer’s Attractiveness and the Victim’s History of Prior Victimization on Punishment of the Harm-doer. In: Personality and Social Psychology Bulletin, 1979, 5 (3), S. 344–347.
- Mit Nancy Ostrove: Beautiful but dangerous: Effects of offender attractiveness and nature of the crime on juridic judgment. In: Journal of Personality and Social Psychology, 1975, 31 (3), S. 410–414.
- Mit N. Ostrove: (). Beautiful but dangerous: Effects of offender attractiveness and nature of the crime on juridic judgment. In: Journal of Personality and Social Psychology, 1975, 31 (3), S. 410–414.
- Mit David Landy: “Beauty is talent: Task evaluation as a function of the performer’s physical attractiveness”. In: Journal of Personality and Social Psychology, 1974, 29 (3), S. 299–304.
- Mit Richard Page: Reducing Attenuation in the Expression of Interpersonal Affect Via the Bogus Pipeline. In: Sociometry, 1972, 35 (4), S. 629–642.
- Mit Edward E. Jones: The Bogus Pipeline: A new paradigm for measuring affect and attitude. In: Psychological Bulletin, 1971, 76 (5), S. 349–364.
- Mit Elliot Aronson: Liking for an evaluator as a function of her physical attractiveness and nature of the evaluations. In: Journal of Experimental Social Psychology, 1969, 5 (1), S. 93–100.